# Mairie de Port-Louis
La mairie de Port-Louis est une mairie, ancienne maison de Port-Louis, dans le Morbihan.

## Localisation
La maison est située 36 rue des Dames, une façade longeant la ruelle du Marché, proche de l'église Notre-Dame-de-l'Assomption, au centre-ville de Port-Louis.

## Histoire
Le bâtiment est construit au milieu du XVIIIe siècle pour servir de maison à la famille Ollivier.
Le docteur Henri Guihéneuc, ancien maire, semble en avoir été le dernier propriétaire à la fin du XIXe siècle avant que la maison ne soit transformée en mairie.
Les façades et toitures sont inscrites au titre des monuments historiques par arrêté du 13 novembre 1945.

## Architecture
La mairie est construite sur 4 niveaux, dont un de combles.
Sur le linteau de la porte est inscrit la mention « Ty Huella », qui daterait de la fin du XIXe siècle. Une peinture d'Antoine Morlon y est conservée.